# Cryptus macellus
Cryptus macellus là một loài tò vò trong họ Ichneumonidae.